# 물고기자리 54
물고기자리 54는 물고기자리에 있는 6등급의 항성이다. 이 별의 분광형은 K0V로 K형 주계열성에 속하며, 태양보다 질량이 좀 더 작고 어둡다. 상대적으로 이 별은 지구에서 가까운 곳에 있으며 약 36 광년 거리에 있다. 매우 날씨가 좋을 경우 맨눈으로 볼 수 있다. 이 별 주위를 도는 행성 물고기자리 54b가 2003년 발견되었다. 이 별의 밝기는 변광성의 특징을 보여준다.

## 물고기자리 54 B
물고기자리 54는 갈색 왜성 물고기자리 54 B를 거느리고 있다. B의 질량은 목성의 50배 정도이며 스피처 우주망원경이 영상을 잡아냈다. 주성으로부터의 거리는 약 500천문단위이며 한 바퀴 공전하는 데 1천년 정도 걸린다.

## 같이 보기
- 물고기자리 109